# Бар'яхтар Віктор Григорович
Ві́ктор Григо́рович Бар'яхта́р (нар. 2 серпня 1930, Маріуполь — пом. 25 серпня 2020) — український учений у галузі теоретичної фізики магнітних явищ, фізики твердого тіла, доктор фізико-математичних наук (1965), академік НАН України, заслужений діяч науки і техніки УРСР (1980). Герой України.

## Біографія
Народився 2 серпня 1930 року в м. Маріуполь Донецької області. У 1948 році закінчив із золотою медаллю луганську середню школу № 16 та вступив у Ленінградський університет, де навчався до 1951 року. У зв'язку з переведенням Ядерного відділення Фізичного Факультету до Харкова, з 1951 року навчався у Харківському державному університеті, який закінчив у 1953 році. Наукову діяльність почав в 1954 році в Харкові під керівництвом професора О. І. Ахієзера.

## Наукова робота
- 1954—1973 роки — науковий співробітник, начальник лабораторії Харківського фізико-технічного інституту АН УРСР;
- 1965 року одержав науковий ступінь доктора фізико-математичних наук. Дисертація Віктора Бар'яхтара присвячена аналізу таких нелінійних модельних систем, як модель sine-Gordon, модель нелінійного Шредінгера, рівняння Ландау-Ліфшиця з обмінним релаксаційним членом, рівняння нелінійної теорії пружності. Ним запропоновані нові уявлення про кінетичні властивості газу солітонів, сформульовано кінетичне рівняння для солітонів і доведено зростання ентропії внаслідок зіткнення солітонів один з одним, уперше показано існування кінетичних коефіцієнтів внутрішнього тертя й температуропровідності для солітонного газу. Результати цієї роботи суттєво доповнюють сучасну теорію хвиль у магнетиках, засвідчують принципову можливість генерації стінових хвиль лазерним пучком, що сканує з великою швидкістю, а також можливість утворення нового типу исипативних структур у магнетиках під впливом дрібномасштабної сили.
- 1973-82 рр. — завідувач відділом, заступник директора з наукової роботи Донецького фізико-технічного інституту АН УРСР;
- 1985—1989 рр. — завідувач відділом теоретичної фізики і директор Інституту металофізики АН УРСР;
- 1982—1989 рр. — Академік-секретар відділення фізики та астрономії АН УРСР;
- 1989—1994 рр. — віце-президент НАН України;
- 1994—1998 рр. — перший віце-президент НАН України.

Засновник і завідувач кафедри теоретичної радіофізики на радіофізичному факультеті Київського державного університету ім. Т. Г. Шевченка (1983—1986), засновник і перший завідувач кафедри математики та теоретичної радіофізики на цьому факультеті (1986—1996). З 1995 р. — засновник та перший директор Інституту магнетизму НАН та МОН України і декан фізико-математичного факультету Національного технічного університету.
Разом із своїми колегами та учнями він створив теорію колективних спектрів магнітопружних хвиль у магнітних матеріалах, розвинув макроскопічну теорію релаксації магнітного моменту у феромагнетиках з урахуванням обмінної взаємодії, був одним з ініціаторів вивчення статичних і динамічних властивостей ґраток циліндричних доменів, у яких, зокрема, було передбачено, а потім експериментально відкрито ізоструктурні фазові перетворення. В. Г. Бар'яхтар сформулював нову точку зору на доменні структури як неоднорідний стан поляризованих середовищ, що дозволило з єдиних позицій описати властивості магнетиків, сегнетоелектриків і надпровідників в околах фазових перетворень. Він одним із перших зайнявся вивченням нелінійних властивостей магнітних матеріалів і впровадженням поняття солітона у фізику магнетизму. Отримав принципово важливі результати з кінетики солітонів. Широко відомі роботи В. Г. Бар'яхтара присвячені оригінальному застосуванню концепції псевдопотенціалу в теорії нормальних металів і надпровідників, зокрема, високотемпературних, і теорії топологічних фазових перетворень.
Автор і співавтор понад 500 наукових праць, у тому числі 16 монографій з фізики і 5 монографій з проблем Чорнобильської катастрофи. Колективна праця О. І. Ахієзера, В. Г. Бар'яхтара, С. В. Пелетмінського «Спінові хвилі» (рос. Спиновые волны) стала класикою у галузі теорії магнітних явищ.

## Педагогічна діяльність
В. Г. Бар'яхтар читав основні курси лекцій в Харківському університеті, Донецькому університеті, Київському національному університеті ім. Тараса Шевченка та Національному технічному університеті України «КПІ». Брав участь у створенні фізико-технічних факультетів Харківського університету та КПІ, є одним з організаторів і першим деканом фізико-математичного факультету Національного технічного університету України «КПІ».
Серед учнів В. Г. Бар'яхтара 25 докторів і понад 50 кандидатів наук, шість лауреатів державної премії України (Стефановський Є. П., Боровик А. Є., Попов В. О., Тарасенко В. В., Криворучко В. М., Яблонський Д.  А.), два керівники науково-дослідних інститутів (Варюхін В. М. та Клепіков В. Ф.), академік Семиноженко В. П., член-кореспондент Академії педагогічних наук Горобець Ю. І., член-кореспондент НАН України Іванов Б. О.

## Громадська діяльність
- Голова експертної ради МОН України «Екологія»;
- Голова спеціалізованої ради із захисту дисертацій при Інституті магнетизму НАН та МОН України;
- Член спеціалізованої ради із захисту дисертації при Інституті металофізики ім. Курдюмова НАН України;
- Член Міжвідомчої наукової ради «Фізика твердого тіла»;
- Член Міжвідомчої наукової ради «Фізика магнітних явищ»;
- Член комісії з державних премій державного комітету України з науки і техніки.

Брав активну участь в роботі по ліквідації наслідків Чорнобильської катастрофи. Був головою Комітету з ядерної політики при Президентові України, членом Міжнародної координаційної ради країн Європейської Співдружності по проблемах зменшення наслідків аварії на ЧАЕС, членом науково-технічної ради Мінчорнобиля, головою комісії з проблем Чорнобиля НАН України. Засновник і президент Українського фізичного товариства (1990—1994), член Американського і Італійського фізичних товариств, Російської академії творчості, мистецтва і соціальних проблем, член Нью-Йоркської академії наук (1978, 1985, 1992).

## Нагороди
- Звання Герой України з врученням ордена Держави (21 серпня 2010) — за визначні особисті заслуги перед Українською державою у розвитку фізичної науки, виняткові здобутки в організації фундаментальних досліджень, багаторічну плідну науково-педагогічну діяльність[2]
- Лауреат Державної премії УРСР в галузі науки і техніки за цикл робіт «Відкриття, теоретичне та експериментальне дослідження проміжного стану антиферомагнетиків» (1971),
- Премія АН УРСР ім. К. Д. Синельникова за роботи в галузі фізики (1978),
- Почесне звання «Заслужений діяч науки і техніки Української РСР» (1980),
- Премія ім. М. М. Крилова АН УРСР за роботи в галузі математичної фізики (1985),
- Лауреат Державної премії УРСР в галузі науки і техніки за відкриття і дослідження динамічних явищ, зв'язаних з фононними взаємодіями в магнітних кристалах (1986),
- Премія НАН України імені М. М. Боголюбова, (1993)
- Лауреат Державної премії України в галузі науки і техніки за роботи, по'язані із ліквідацією аварії на Чорнобильській АЕС (1999),
- Міжнародна премія імені М. М. Боголюбова Об'єднаного інституту ядерних досліджень (Дубна, Росія, 1999),
- Премія Міжнародної Федерації науковців наукового католицького фонду Святого Валентина (Італія, 2000),
- Премія НАН України імені С. І. Пекаря за двохтомний енциклопедичний словник «Фізика твердого тіла» (2004, у співавторстві),
- Премія НАН України імені О. І. Ахієзера за підсумками конкурсу 2018 року за цикл праць «Деякі проблеми фізики твердого тіла та квантової електродинаміки»[3].
- Золота медаль імені В. І. Вернадського за розробку теорії твердого тіла і статистичної фізики (2009)[4]

Нагороджений орденами:
- Трудового Червоного Прапора (1971),
- Леніна (1986),
- Князя Ярослава Мудрого V ступеня (1998),
- Почесною відзнакою Президента України (1994, 2000),
- пам'ятна медаль Папи Римського Іоана Павла Другого за роботи по подоланню наслідків Чорнобильської катастрофи (1994).

Почесний професор Східноукраїнського національного університету ім. В. Даля, Почесний громадянин Луганська (2002).

## Родина
Дружина — Бар'яхтар Клавдія Семенівна. Діти — дочка Ірина, закінчила фізичний факультет КНУ і захистила кандидатську дисертацію в Інституті фізики напівпровідників; син Ігор, закінчив фізико-технічний факультет Харківського університету, доктор фізико-математичних наук. Двоє онуків — Ярослав і Марія.

## Основні монографії
- Ахиезер А. И., Барьяхтар В. Г., Пелетминский С. В. Спиновые волны. — М.: Наука, 1967. — 368 с.
- Bar'yakhtar V., Ivanov B. Modern magnetism. — Moscow: Nauka, 1986. — 176 p.
- Барьяхтар В. Г., Горобец Ю. И. Цилиндрические магнитные домены и их решетки. — К.: Наукова думка, 1988. — 167 с.
- Baryakhtar V. G., Zarochentsev E. V., Triotskaya E. P. Theory of Adiabatic Potential and Atomic Properties of Simple Metals. — Gordon and Breach Sciences Publishers, OPA, London, 1999. — 320 p.

## Підручники
- Механіка: підручик для студентів фізичних та фізико-технічних факультетів університетів / В. Г. Бар'яхтар, І. В. Бар'яхтар, Л. П. Гермаш, С. О. Довгий; Міністерство освіти і науки, молоді та спорту України, НАН України, Інститут магнетизму. — К.: Наукова думка, 2011. — 350 с.